# 마크 아론슨
마크 아론슨(Marc Aaronson, 1950년 8월 – 1987년 4월 30일)은 미국의 천문학자이다.

## 생애
아론슨은 로스앤젤레스에서 태어났다.
그는 캘리포니아 공과대학교에서 교육을 받았으며 1972년에 학사 학위를 받았다. 그는 1977년 하버드 대학교에서 은하의 근적외선 개구 측광에 관한 논문으로 박사 학위를 받았다. 1977년 박사 후 연구원으로 애리조나 대학교의 스튜어트 천문대에 입사하였고 1983년 천문학 부교수가 되었다. 아론슨과 제레미 몰드는 1981년 George Van Biesbroeck 상과, 1984년 미국 천문학회로부터 Newton Lacy Pierce 천문학상을 수상했다. 그는 또한 1983년 하버드 대학교에서 Bart J. Bok 상을 수상했다.
그의 연구는 툴리-피셔 관계를 사용한 허블 상수 (H0)의 결정, 탄소가 풍부한 항성의 연구, 왜소 구상 은하에서 해당 별의 속도 분포 등 세 가지 분야에 집중되었다.
아론슨은 적외선 이미징을 사용하여 암흑 물질을 이미지화하려고 시도한 초기의 천문학자 중 한 명이다. 그는 암흑 물질일 수 있는 은하 주변의 알려지지 않은 물질의 적외선 후광을 이미지화했다.

## 사망
아론슨은 1987년 4월 30일 저녁 키트 피크 국립 천문대의 4m 메이올  망원경 돔에서 사고사하였다. 그는 캣워크로 이어지는 해치에 끼어서 사망했는데, 회전하는 망원경 돔에서 아래쪽으로 연장되어 있는 사다리에 의해 해치가 그에게 세게 닫히는 바람에 사망하였다. 해치의 스위치에 의해서 돔 회전 모터가 자동으로 차단되지만, 돔의 회전 관성에 의해서 잠시 동안 돔이 계속 움직여서 바깥쪽 개구부 해치에 충돌하게 된 것이다. 이러한 설계 결함은 사고 후에 사다리 길이를 조정하고 해치를 돔 벽과 평행하게 옆으로 미끄러지도록 재설계하여 수정했다.
소행성 3277 아론슨은 그의 이름을 따서 명명된 것이다.

## 마크 아론슨 기념 강의
천문학 분야에서 우수한 연구를 증진하고 인정하기 위한 마크 아론슨 기념 강의가 애리조나 대학교와 스튜어드 천문대에서 그를 추모하기 위해 18개월마다 개최되고 있다.
강사 목록:
- 1989 Dr. Robert Kirshner, 하버드 대학교
- 1990 Dr. Kenneth C. Freeman, Mount Stromlo/Siding Spring Observatories, 호주
- 1992 John Huchra 박사, Harvard-Smithsonian Center for Astrophysics
- 1993 Dr. Nick Scoville, 캘리포니아 공과대학
- 1994 Dr. Wendy Freedman, The Observatories of the Carnegie Institution of Washington
- 1996 J. Anthony Tyson 박사, Bell Laboratories/Lucent Technologies
- 1998 Dr. 존 C. 매더, NASA Goddard 우주 비행 센터
- 1999 Dr. Bohdan Paczynski, 프린스턴 대학교
- 2001 Dr. Ewine van Dishoeck, 레이덴 대학교, 네덜란드
- 2002 Dr. Geoffrey W. Marcy, University of California, Berkeley
- 2004 Dr. Lyman Page Jr., 프린스턴 대학교
- 2005 Dr. 브라이언 슈미트, Mt. Stromlo/Siding Spring 관측소, 호주
- 2007 Dr. 안드레아 M. 게즈, University of California, Los Angeles
- 2008 Dr. 마이클 E. 브라운, California Institute of Technology
- 2010 Dr. J. Davy Kirkpatrick, California Institute of Technology
- 2012 Dr. Pieter van Dokkum, 예일대학교
- 2014 Dr. Alice Shapley, University of California, Los Angeles
- 2015 Dr. Vasily Belokurov, Institute of Astronomy, 케임브리지, 영국
- 2019 Dr. Jenny Greene, 프린스턴 대학교[7]

## 같이 보기
- 천문학자 목록 § M. 아론슨